# Distrito de Pichanaqui
El distrito de Pichanaqui es uno de los seis que conforman la provincia de Chanchamayo ubicada en el departamento de Junín en el centro del Perú. Abarca una superficie de 1 497 km².
Dentro de la división eclesiástica de la Iglesia Católica del Perú, pertenece al Vicariato apostólico de San Ramón.

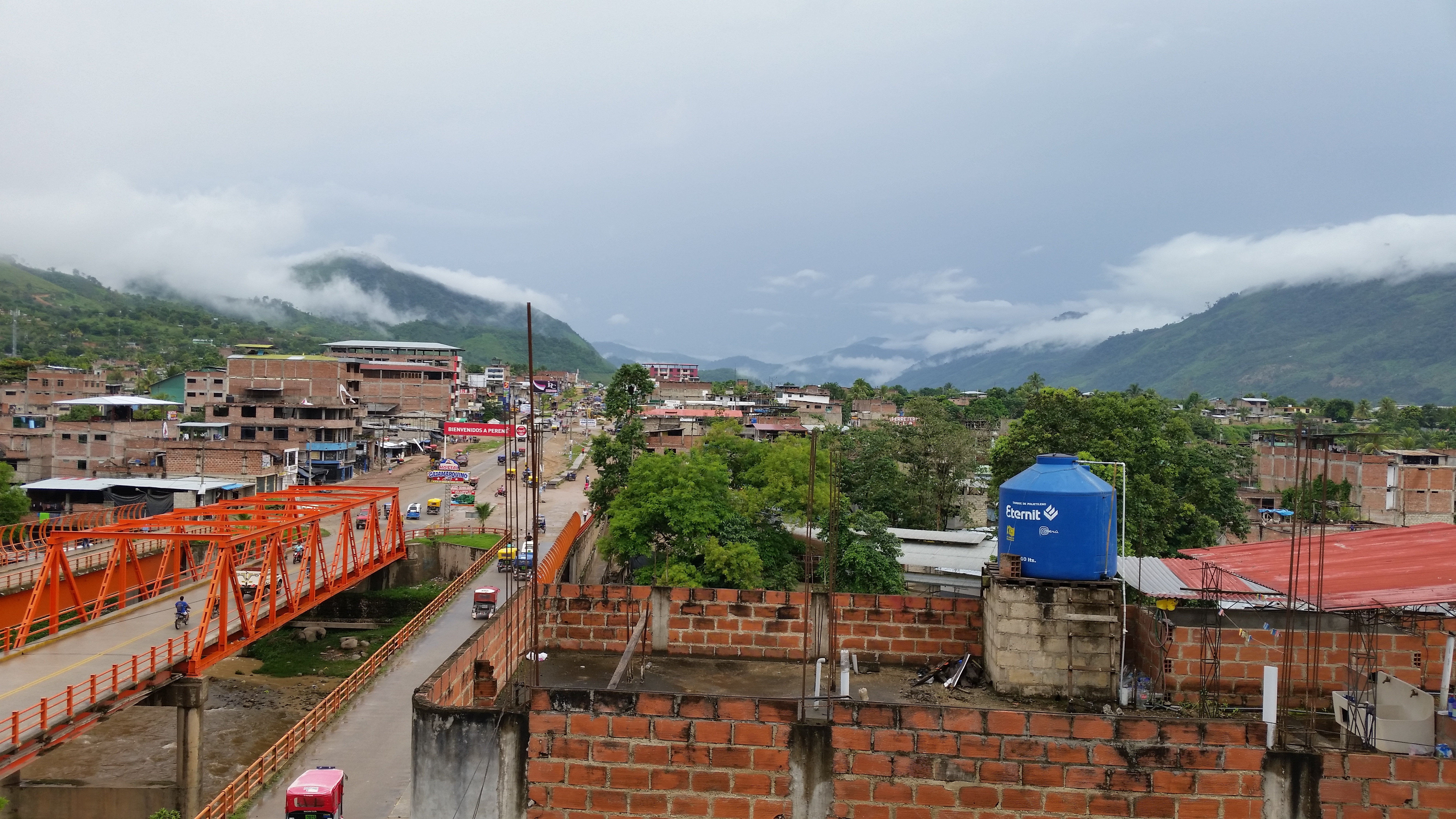
Puente sobre el Río Pichanaqui; al otro lado del río comienza el distrito de Perené

## Etimología
Al momento de su fundación había recibido el nombre de Pichana, pero tras el terremoto ocurrido en el año 1947 la ciudad desapareció, debido a esta tragedia lo empezaron a llamar Pichanaqui o Pichanaki, que en dialecto Asháninka significa Pueblo barrido por el río.

## Historia
Durante los años de 1742 a 1752, surge el levantamiento de Juan Santos Atahualpa que arrasa con todas las misiones que ocupaban lo que hoy es la llamada selva central, incluyendo a un pequeño pueblo llamado Pichana, actual Pichanaqui. Pichanaqui en 1962 se inició organizadamente con una Agencia Municipal, con el nombramiento de su primer teniente gobernador, Oswaldo Dávalos; dependiendo políticamente del distrito de Chanchamayo y de la provincia de Tarma.
En 1966, por resolución ministerial N° 868 del 15 de marzo, se creó el centro educativo 30895 con valor oficial, hoy en día el emblemático Santiago Antúnez de Mayolo, alma mater de la educación en Pichanaqui. Antes de la construcción de la carretera marginal, se transportaban en pequeños carros llamados mensajero, este vehículo solo llegaba hasta Pampa Silva, actualmente Perené y de ahí, el recorrido era en bote. El 13 de diciembre de 1973 se inauguró la carretera La Merced - Pichanaqui - Satipo . 
Antes de invocar como santo patrón a San José Obrero, se veneraba a San Pedro.  En 1974 a la sombra de unos árboles, se celebró una sesión general en la cual se discutió sobre quién sería el patrono del pueblo, se habló de San Francisco, la Virgen de Fátima, San Pedro y San José, tras largas discusiones, se pasó a votación, siendo el santo elegido San José Obrero. Actualmente se celebra la fiesta patronal cada primero de mayo. 
El gobierno del general Francisco Morales Bermúdez, mediante el D.L. 21941  del 24 de septiembre de 1977 crea como distrito al pueblo de Pichanaqui que era conocido como “ciudad luz” y “corazón de la selva central”, perteneciendo a la provincia de Chanchamayo. Este documento fue de conocimiento de las autoridades y moradores en una sesión extraordinaria realizada el 1° de octubre de 1977, esta reunión se lleva a cabo en el puesto de la Guardia Civil de la localidad presidida por Juvencio Gómez Cano, que era el agente municipal, en esta reunión se dan los acuerdos y se conforma la primera comisión para elaborar el programa de festejos celebratorios de la elevación a la categoría de distrito. Los concurrentes aceptaron la propuesta del agente municipal para que el día central de los festejos sea el domingo 8 de octubre.

## Capital
La ciudad de Pichanaqui está ubicada en la selva central del Perú, a una altitud de 525 m s. n. m. en el departamento de Junín, provincia de Chanchamayo, a 75 km de distancia noreste de la ciudad de La Merced, capital de la provincia. Dista 380 km de la ciudad de Lima y 248 de la ciudad de Huancayo. La atraviesan el río Pichanaqui por el norte y el río Perené por el este.

## Centros Poblados
El distrito de Pichanaqui cuenta con 13 centros poblados los cuales son: Pampa Camona, Las Palmas Ipoki, Condado Pichikiari, Belen Anapiari, San Juan Centro Autiki, Primavera, Centro Kuviriani, Centro Cuyani, Colonia Huanca, San Jose De Anapiari, Nueva Esperanza, Barinetti Real Y Villa Ashaninga.

## Autoridades

### Municipales
- 2023 - 2026
  - Alcalde: Eliseo Pariona, del Movimiento Político Regional Sierra y Selva Contigo Junín.
  - Regidores:

Alcaldes anteriores
- 2019 - 2022[4]
  - Alcalde: Raúl Aliaga Sotomayor, del Movimiento Político Regional Perú Libre.
- 2015 - 2018: Zósimo Cárdenas Muje, del movimiento Junín Sostenible con su Gente (JSG).[5]
- 2011 - 2014: Raúl Aliaga Sotomayor, del Bloque Popular Junín (BPJ).[6]

## Educación
Universidad
- Universidad Nacional Intercultural de la Selva Central Juan Santos Atahualpa[7] (UNISCJSA), filial Pichanaqui.

#### Intitutos
- Instituto Educativo Superior Tecnológico Público de Pichanaqui (IESTPP[8]).

#### Colegios
- Santiago Antúnez de Mayolo
- José Carlos Mariátegui
- Manuel González Prada
- José María Arguedas
- Colegio UNIVISA
- Corazón Sagrado de Jesús
- Trilce
- Colegio Adventista Bethel
- Los Ángeles
- Entre otros

## Festividades
- Aniversario
- Festival Nacional del Café
- Inti Raymi: fiesta de los pueblos originarios, fiesta al sol.
- San José Obrero el primero de mayo.
- Festival de la música y danza de la selva
- Fiesta del Folklore

- Feria Gastronómico
- Feria Nacional de Libro de Pichanaqui FERNAL
- Festival de Pachamama

## Atractivos turísticos
Pichanaqui , conocida como la capital cafetalera del Perú,[cita requerida]. Antigua tierra de asháninkas y yaneshas, encontraremos diversidad de aves, mariposas yplantaciones de frutas.
- Paisaje Turístico Playa Escondida.
- Puerto de Pichanaqui.
- Recreos Turísticos.
- Catarata de Zotarari.
- Catarata Las Sirenas.
- Jardín Botánico La Bella Sirena.
- Mirador Turístico de Pichanaqui.
- Catarata las trillizas (C.P Santa Isabel)
- Catarata tres Deseos (C.P Centro Kuviriani)
- Catarata Zutingari (C.P Centro Cuyani)
- Cascada de Primavera (C.P Primavera)
- Costumbres Ancestrales (CC.NN Cerro picaflor Orito Alto)

Pichanaqui posee un gran movimiento comercial, se caracteriza por las playas que se formaron a orillas del río Perené debido al fenómeno del Niño, que hizo crecer las aguas y formar pequeñas playas para pasear en bote y bañarse. A las orillas se encuentran restaurantes en los cuales se puede disfrutar de platos típicos como el cebiche de doncella (pez de río) y apreciar el paisaje.[cita requerida]

## Gastronomía
Platos:
- Tacacho con cecina
- Café
- Trucha frita
- Asado de zamaño
- Pachamanca de zamaño
- Pachamanca de cutpe

#### Bebidas

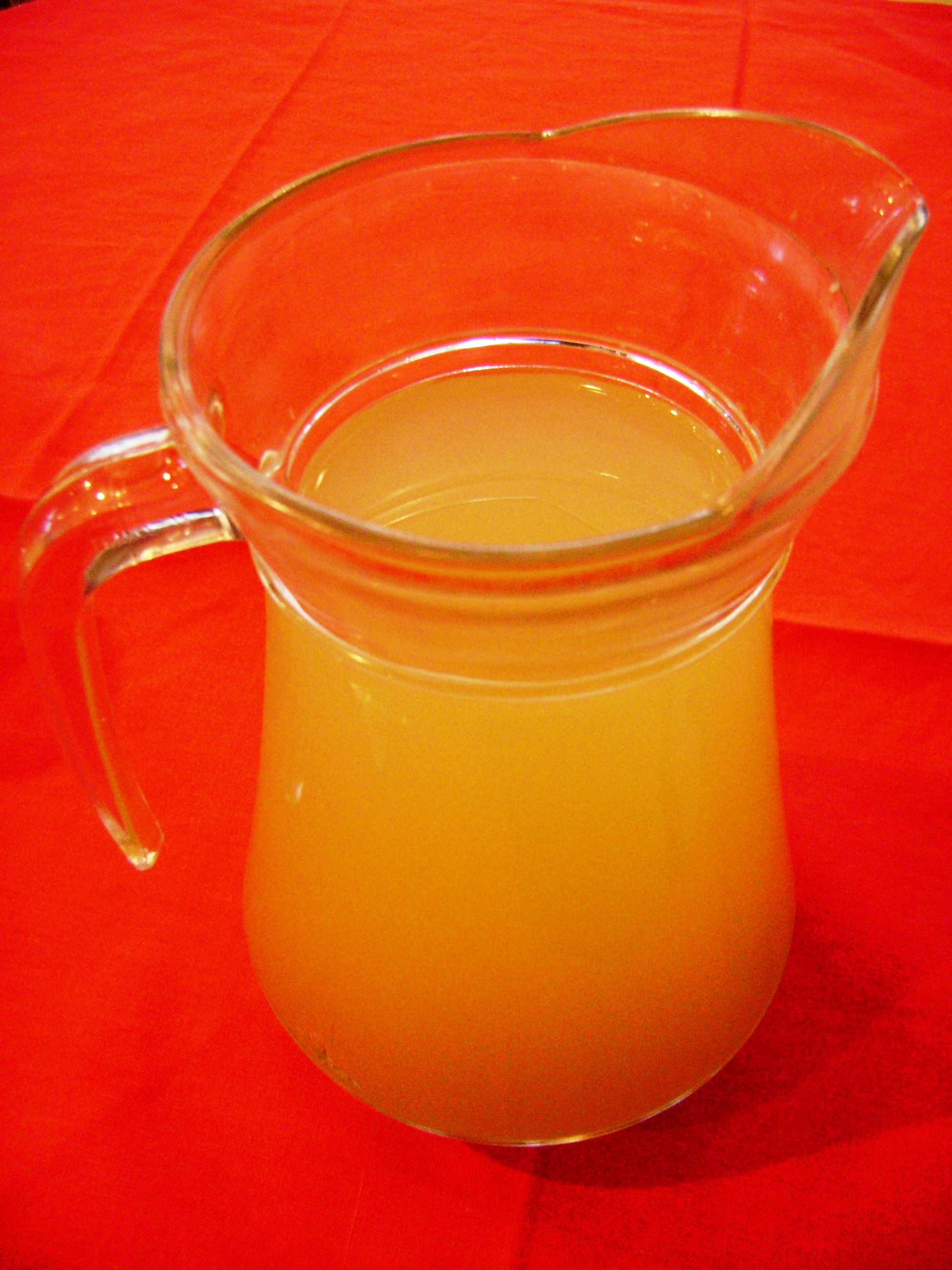
Cocona bebida de la selva central

- Masato
- Aguaje
- Agua de cocona

## Medios de comunicación
Televisión: Perú TV
Radio: Radios de Pichanaqui y Chanchamayo.
Internet: Andina (Perú)
Libros: Libros y revistas en distintas librerías de Pichanaqui.
Multimedia: Id.

## Cultura
Bibliotecas
- Biblioteca Municipal de Pichanaqui Inca Garcilazo de la Vega.
- Centro Cultural y Biblioteca de la Universidad Nacional Intercultural de la Selva Central Juan Santos Atahualpa
- Centro Cultural del Interior de Educación Superior Tecnológico Público de Pichanaqui

#### Espacios verdes
- Plaza de armas de Pichanaqui
- Parque Santa Rosa
- Parque Los ángeles
- Parque de diversiones de Pichanaqui

#### Coliseo
- Coliseo municipal de Pichanaqui

#### Fernal
- Feria Nacional de Libro de Pichanaqui